# Giulio Fracalanza
Eugenio Giulio "Júlio" Fracalanza (Piombino Dese, 22 de março de 1884 — São Paulo, 13 de maio de 1963) foi um empresário ítalo-brasileiro. Era proprietário Metalúrgica Fracalanza S.A., empresa que fundou com seu pai Angelo Fracalanza.
Júlio Fracalanza é homenageado com um parque em Guarulhos que leva seu nome, o Parque Júlio Fracalanza.
Fracalanza é avô materno da política brasileira Marta Suplicy.